# D'Ací i d'Allà

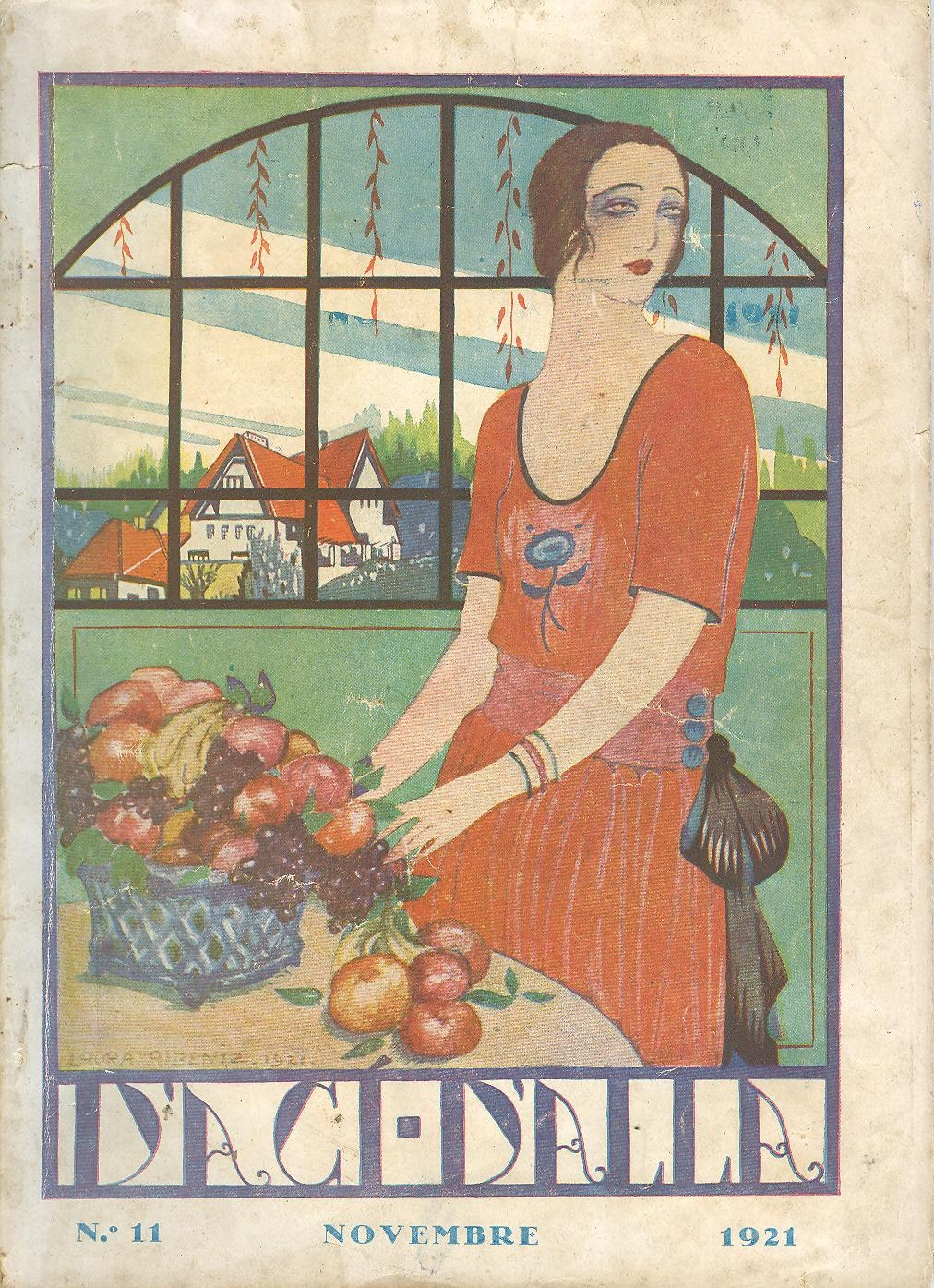
Portada de D'Ací i d'Allà (noviembre de 1921)

D'Ací i d'Allà (en español: De aquí y de allá) fue una revista española en lengua catalana que se editó en Barcelona entre 1918 y 1936. Tuvo carácter mensual desde su fundación hasta 1931, y trimestral a partir de entonces. Trataba temas de actualidad del interés del público burgués al que se dirigía, como moda, litereatura, viajes, curisidades, cine, historia o arte.
Desde 1924, su propietario fue Antonio López Llausás. Dirigida al público burgués urbano catalán, era afín al catalanismo político, estaba editada con lujo e ilustrada al estilo de Vanity Fair, Vogue y Harper's.
No era propiamente una revista de fotografía, pero en sus páginas se publicaron reportajes de grandes fotógrafos como Bill Brandt, Willen van de Poll, Man Ray, Raoul Hausmann, Emmanuel Sougez, Josep Sala, Pere Català Pic o Ramón Batlles.

## Directores
- Josep Carner (1918-1919)
- Ignasi M. Folch i Torres (1919-1924)
- Carles Soldevila (1924-1936)